# Tommy Cash
Tomas Tammemets (* 18. listopadu 1991 Tallinn), známý jako Tommy Cash (stylizováno jako TOMM¥ €A$H), je estonský rapper, zpěvák, tanečník a vizuální umělec. Obvykle vystupuje v angličtině s výrazným přízvukem a je známý pro explicitní texty a provokativní hudební videa.
S písní „Espresso Macchiato“ reprezentoval Estonsko na Eurovision Song Contest 2025, kde se umístil na třetím místě se ziskem 356 bodů.

## Mládí a vzdělání
Narodil se a vyrůstal v Tallinnu, konkrétně ve čtvrti Kopli. Sám popisuje, že má ukrajinsko-kazašsko-rusko-estonské předky. Navštěvoval estonskou mateřskou a následně základní školu a estonština je jedním z jeho mateřských jazyků. Jeho rodina doma mluvila pouze rusky, tudíž ovládá také ruštinu.
V dětství musel mnohokrát utíkat před policií a jeho rodiče museli zaplatit pokutu za nelegální graffiti. Z důvodu užívání drog musel opustit školu. Nikdy nedokončil střední školu a později se místo formálního vzdělání věnoval malování a tanci.

## Hudební kariéra

### 2012–2015: První nahrávky
V roce 2012 vydal na platformě SoundCloud, své první skladby, mezi nimi například „Dusk“, „Oldkool“ a „Toxic“. Vystupoval pod stylizovaným pseudonymem TOMM¥ €A$H. Jeho první živé vystoupení se uskutečnilo 7. prosince 2012 v Café Peterson v Tallinnu.
V roce 2013 vydal mimo jiné skladby „Deep Purp“ a „Oldkool“, přičemž druhá jmenovaná byla použita ve video reklamách během přehlídky ERKI Fashion Show. TOMM¥ €A$H rovněž vystoupil na tallinnském festivalu Patarei Kultuuritolm. Týdeník Eesti Ekspress o něm tehdy poznamenal, že „s tím svým nosovým hlasem a androgynním kvákáním vypadal spíš jako kreslená postavička než jako vážně míněný, sebevědomý macho rapper, na kterého jsme zvyklí“.
V témže roce vydal také svůj první videoklip, „Guez Whoz Bak“, v režii Janara Aroniji. Tato skladba později získala cenu Hit roku 2013 (R2 Aastahitt 2013), udělovanou estonskou rozhlasovou stanicí Raadio 2.
Dvě z jeho spoluprací s producenty Justicious a Ba., pod názvy „MTWAH“ a „Kongo Jungle“, vyšly na vinylové kompilaci Baltic Trail. V prosinci 2013 vystoupil na festivalu krátkých filmů Żubroffka v Polsku.
V roce 2014 vydal singl „Alien Tears“, po němž následovalo EP C.R.E.A.M., které zahrnovalo právě tento singl, „No Afterparty Without You“ a další již dříve zveřejněné skladby. V září téhož roku vydal videoklip k písni „Euroz Dollaz Yeniz“, prvnímu singlu ze svého připravovaného debutového alba. Jeho první studiové album Euroz Dollaz Yeniz vyšlo digitálně 1. listopadu 2014. V lednu 2015, poté co nezískal ceny ve dvou nominacích (Videoklip roku a Hip-hop/rapové album roku), zveřejnil na Instagramu zprávu: „Suck my balls Estonian Music Awards“.
V lednu 2015 hostoval ve skladbě „Flipperi“ na albu Habiturientti finského rappera Mäkkieho. V tomtéž roce vydal i videoklipy ke skladbám „Prorapsuperstar“ a „Leave Me Alone“.
V září 2015 spolupracoval s Iljou „Ilichem“ Prusikinem a režisérkou Alinou Pjazok na videoklipu ke skladbě „Give Me Your Money“ ruské punk-rave skupiny Little Big. Video se stalo součástí šestidílné webové série American Russians, zveřejněné na YouTube v období září–říjen 2015. Zároveň hostoval ve skladbě „Volkswagen Passat“ od Sergeje Meženceva (DJ Oguretz), která se objevila na albu Power, vydaném v říjnu 2015 v Moskvě.

### 2016–2017: Průlom se skladbou Winaloto
V červenci roku 2016 nahrál Tommy Cash na SoundCloud nový trap-popový singl „Winaloto“. Doprovodný videoklip k písni, který sám Cash režíroval a který produkoval Ivan Nežencev (známý jako stereoRYZE) v Petrohradě, měl premiéru 19. července 2016. Videoklip ke skladbě Winaloto mělo na platformě YouTube k únoru 2025 přes 16 milionů zhlédnutí. Časopis Maxim o něm napsal: „je to orgie plná masa, nikoli pro slabé povahy – ale pokud jste připraveni na něco divokého, rozhodně se na to podívejte“. Časopis Dazed o něm uvedl, že „kombinuje propracovanou choreografii s úmyslně znechucujícími momenty“.
V říjnu 2016 zazněla skladba „Winaloto“ v pořadu ColorsxStudios a Tommy Cash za ni získal estonskou Hudební cenu za videoklip roku 2016. Během stejného měsíce zveřejnil ještě dvě nové skladby, „Orange Soda“ a „Escalade“.
Téhož roku vystoupil jako speciální host v oficiálním sídle tehdejšího estonského prezidenta Toomase Hendrika Ilvese.
V lednu 2017 vystoupil na hudebním festivalu Eurosonic Noorderslag v nizozemském Groningenu. 16. března 2017 vydal videoklip ke skladbě „Surf“, který produkovala Anna-Lisa Himma a který Cash režíroval. V létě téhož roku vystoupil na festivalu Õllesummer 2017 v Tallinnu. V červenci 2017 se objevil v cameo roli ve videoklipu „Boys“ anglické zpěvačky Charli XCX.
Jeho nový singl „Rawr“ vyšel v září 2017, krátce nato následovala oficiální remixová verze s hostujícím umělcem Jojim. V říjnu 2017 spolupracoval s ruským elektronickým duem IC3PEAK na jejich skladbě „Cry“. V prosinci 2017 hostoval na skladbě „Delicious“ z mixtapu Pop 2 od Charli XCX a rovněž na remixu její písně „Out of My Head“.

### 2018–2020: „Pussy Money Weed“, „Little Molly“ a ¥€$
Na 20. ročníku estonských hudebních cen konaném 25. ledna 2018 získal Cash ocenění pro videoklip roku za píseň „Surf“. Na začátku roku také vydal singl „Pussy Money Weed“ doprovázený videoklipem, který Giulia Pacciardi z italského serveru Collater.Al označila za „hymnu rozmanitosti“.
2. dubna 2018 vystoupil na udílení cen Estonian Film and Television Awards (EFTA) se svou novou skladbou „Little Molly“, která byla oficiálně vydána 30. května téhož roku spolu s videoklipem režírovaným Annou-Lisou Himma a Tommym Cashem. K červenci 2024 měly videoklipy k „Pussy Money Weed“ a „Little Molly“ více než 15, resp. 17 milionů zhlédnutí na YouTube.

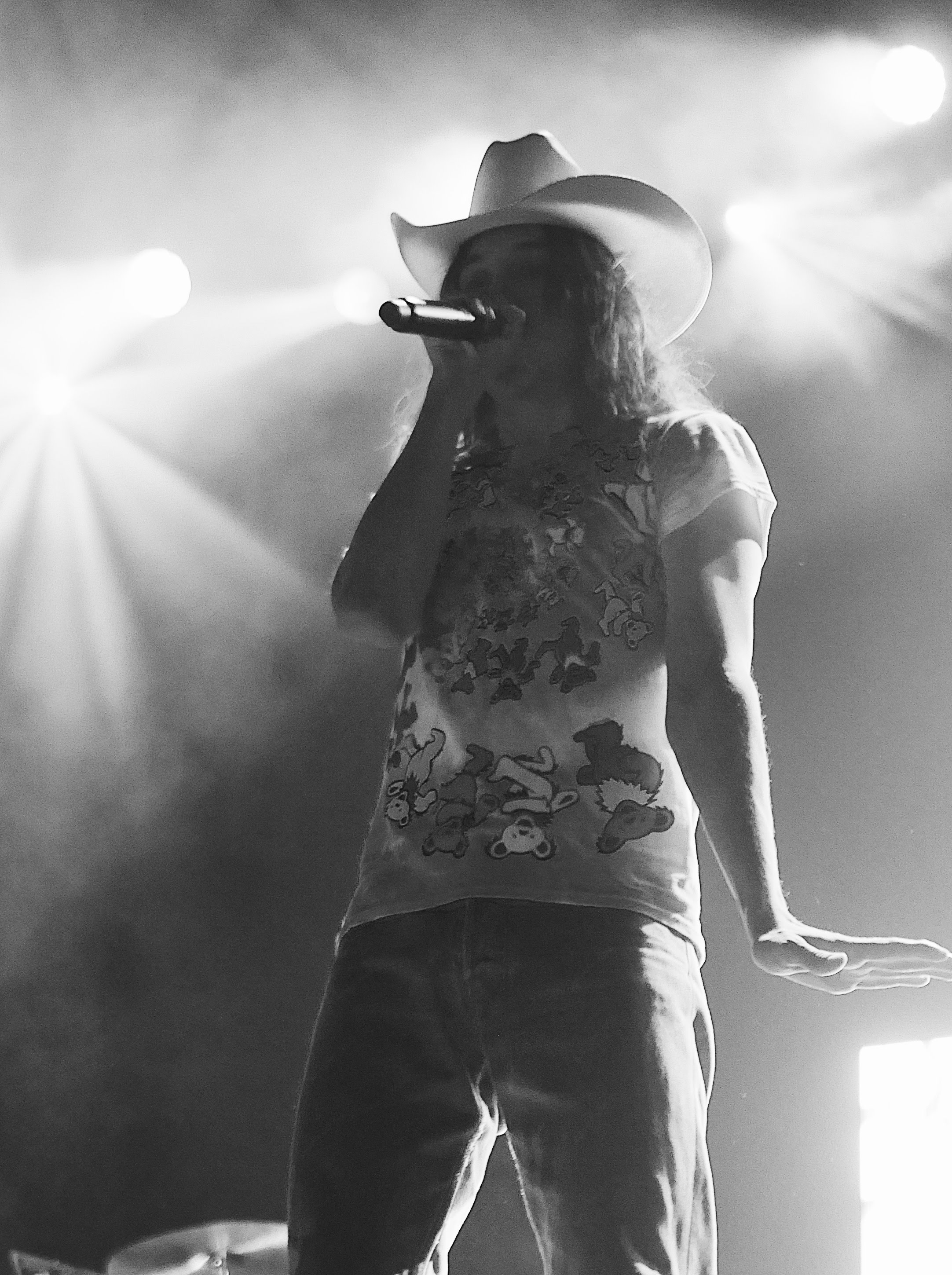
Cash vystupující v divadle Fox Oakland, září 2019

V říjnu 2018 navázal druhou spolupráci se skupinou Little Big ve skladbě „Follow Me“, zařazené na jejich album Antipositive, Pt. 2. V listopadu téhož roku vydal singl a videoklip „X-Ray“, který se stal hlavním singlem jeho druhého studiového alba ¥€$. Na albu hostovali mimo jiné interpreti MC Bin Laden, Charli XCX, Rick Owens a Caroline Polachek. Produkci zajišťovali Danny L Harle, A. G. Cook, Amnesia Scanner a Boys Noize.
Koncertní turné k podpoře alba ¥€$ bylo oznámeno v prosinci 2018 a zahrnovalo na 33 vystoupení v 17 zemích. V Tallinnu vystoupila společně s Cashem také Charli XCX. V roce 2019 se Tommy Cash představil na hudebním festivalu Tomorrowland po boku DJ Salvatore Ganacciho a vystupoval jako host na více než 20 koncertech Olivera Tree v USA a Kanadě. V prosinci 2019 zveřejnil videoklip „Sdubid“.

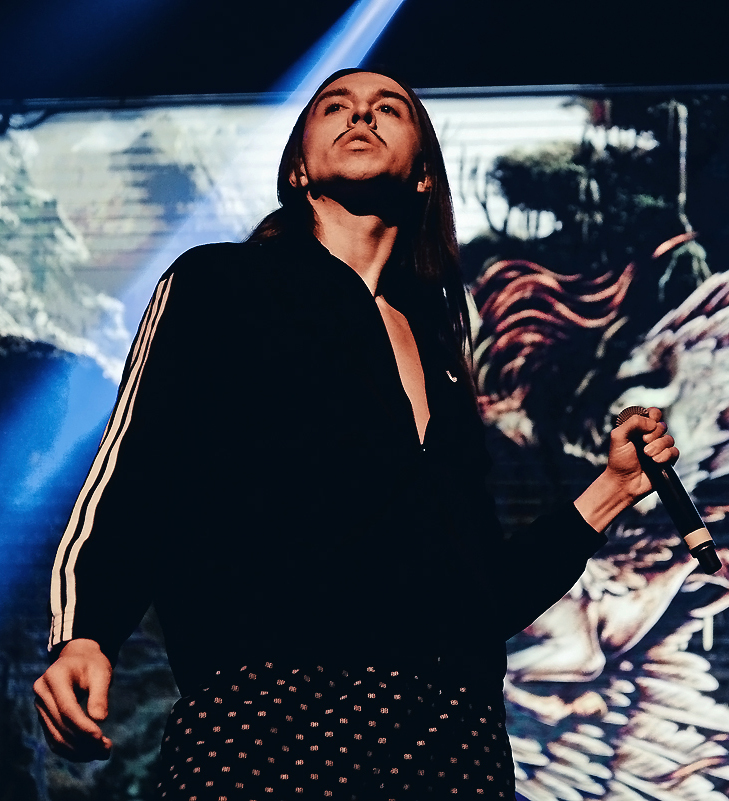
Cash na vystoupení v Petrohradě v klubu Morze, březen 2020

30. ledna 2020 oznámil své první oficiální turné po Spojených státech, které mělo začít 22. března. Kvůli pandemii covidu-19 bylo ale odloženo na rok 2022. V roce 2020 se také objevil v hudebním videoklipu skupiny Little Big „Sck My Dck 2020“.

### 2021–2024:Moneysutraa další projekty
V dubnu 2021 vydal Tommy Cash singl „Zuccenberg“ ve spolupráci se Suicideboys a Diplem. Devátého dubna vyšlo jeho pětiskladbové EP Moneysutra, na němž hostovali Suicideboys, Diplo, Riff Raff, Bones a ruský rapper Eldzhey. V létě 2021 následoval další singl „Benz-Dealer“, vytvořený ve spolupráci s raperem Quebonafidem, a spolupráce na skladbě „Nude“ s producentem Boys Noize.
V září 2021 se spojil společně s Oliverem Tree a skupinou Little Big na skladbě a videoklipu s názvem „Turn It Up“ z jejich společného EP Welcome to the Internet. V říjnu 2021 byl hostujícím umělcem na skladbě „Check1“ od umělce Umru, doplněné videoklipem. V prosinci byla oznámena nová světová tour The Biggest and Strongest World Tour (2022), která začala 10. února 2022 v San Franciscu a měla zakončení 6. května 2022 v Tallinnu.
V březnu 2022 vydal společně s kazašským producentem Imanbekem skladbu „Baby Shock“. V srpnu 2022 oznámil nové turné s názvem „Autobahn Tour (2022)“ po Německu a Polsku. Jeho plánovaná tour „The Amerika 2 Tour (2022)“ po USA a Kanadě byla znovu zrušena kvůli zamítnutí víz.
19. srpna 2023 vystoupil na koncertě finského umělce Käärijä v Helsinkách, kde společně zazpívali „It’s Crazy It’s Party“. Později téhož roku se připojil k světovému turné Olivera Tree.
V lednu 2024 vydal singl „Tango“ ve spolupráci s kanadským rapperem bbno$. V červenci následoval videoklip Salvatore Ganacciho „Ass & Titties“, v němž Cash účinkoval. Jeho třetí EP High Fashion (2024) obsahuje produkci od A. G. Cooka, IC3PEAK a Umru.

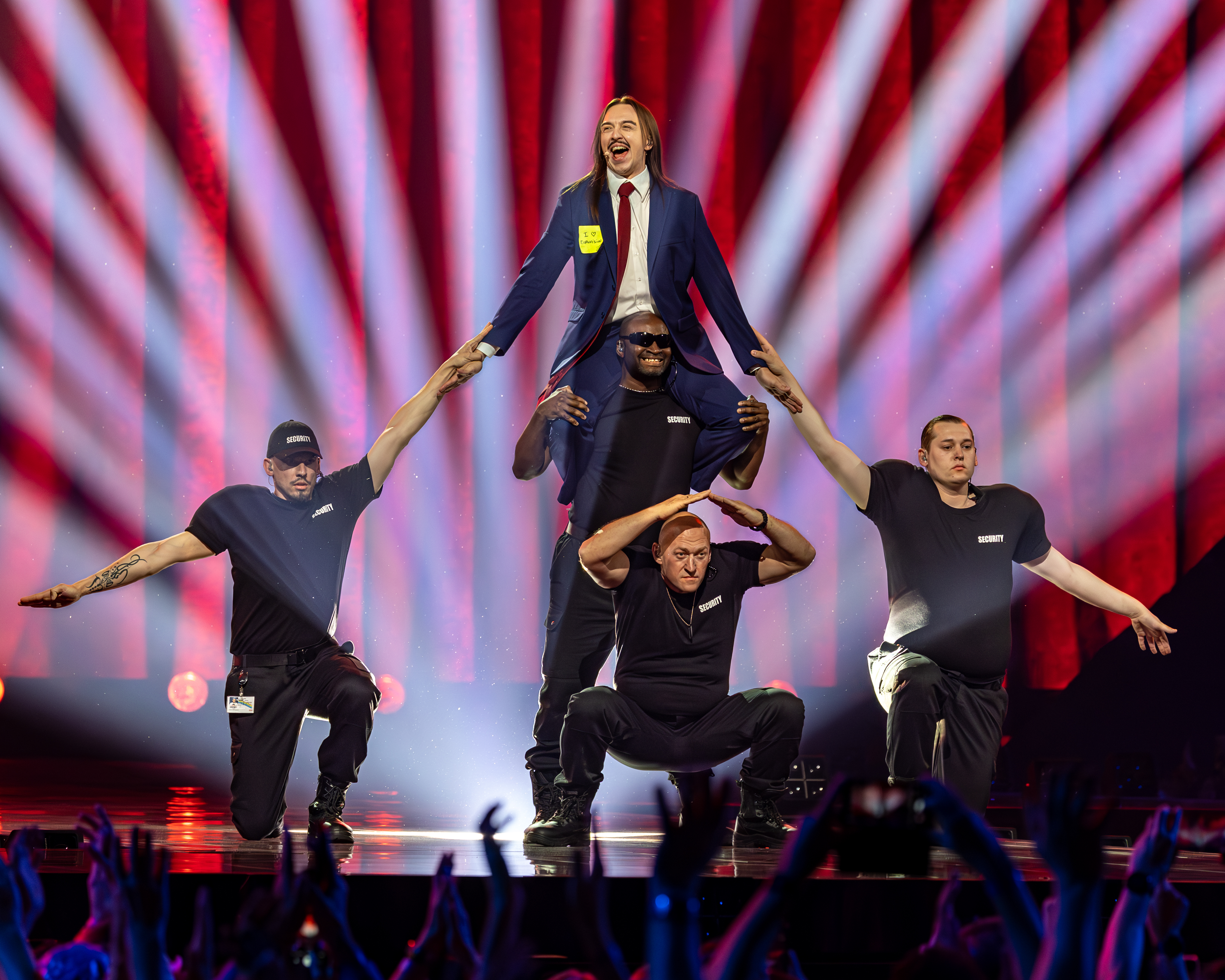
Cash při vystoupení s písní „Espresso Macchiato“ na Eurovision Song Contest 2025

### 2024–: Eurovize a kontroverze
Dne 6. listopadu 2024 bylo oznámeno, že se Tommy Cash zúčastní národního kola soutěže Eesti Laul 2025 s písní „Espresso Macchiato“, která byla vydána 7. prosince. V soutěži zvítězil a stal se tak reprezentantem Estonska na Eurovision Song Contest 2025 v Basileji. Jeho účast vyvolala četné kontroverze – píseň „Espresso Macchiato“ čelila kritice ze strany italských médií a politiků kvůli údajnému stereotypnímu zobrazování Itálie a jejich kultury. Objevila se také kritika přímo na Tommyho Cashe za jeho předchozí vystupování a spolupráci s ruskými umělci.
9. května zveřejnil remix své písně „Espresso Macchiato“ společně s italským rapperem Tonym Effem. Dne 13. května vystoupil s písní Espresso Macchiato“ v prvním semifinále Eurovize a získal 113 bodů, čímž se umístil na pátém místě a postoupil do velkého finále. Po vystoupení ve velkém finále 17. května získal v součtu 356 bodů a umístil se na celkovém třetím místě za Rakouskem a Izraelem, od kterého jej dělil bod.

## Umělecký styl
Tammemets sám sebe popisuje jako „postsovětského rappera“ s „východoevropskou duší“ a „skandinávským životopisem“. Podrobně hovoří o svém smíšeném původu po prarodičích – estonském, ukrajinském, ruském a kazašském – a o tom, jaký vztah k těmto kořenům má a jak se složité pocity s tím spojené promítají do jeho tvorby. V řadě rozhovorů popisoval, jak jeho studium na estonské umělecké škole, ruština používaná v domácnosti, západní hudba a bezprostřední okolí ovlivnily jeho umělecký projev i hudbu.
V minulosti se označoval také jako „Kanye East“ a používal jméno Toomas Sularaha, což je doslovný estonský překlad jeho uměleckého pseudonymu.
Tommy Cash ve své tvorbě výrazně čerpá z prvků tzv. white trash kultury, v jeho případě zejména ze stylu ruského gopnika. V oblasti tance je freestyle tanečníkem s osobitým stylem, který zahrnuje prvky poppingu, krumpingu a breakdance.

## Ostatní aktivity

### Modeling a výstřední vystupování
Jako model debutoval Tommy Cash na přehlídce Ricka Owense v rámci pánské kolekce jaro/léto 2019 během pařížského týdne módy. Dále se prošel po mole na přehlídce značky Marine Serre pro sezónu podzim/zima 2022/23 v Paříži a na přehlídce značky Jordanluca pro sezónu jaro/léto 2024 v Miláně.
V roce 2022 na módních přehlídkách v Paříži a Miláně stal významným účastníkem, a to díky svým performativním vystoupením. První z nich se odehrálo 23. června 2022 na přehlídce Ricka Owense, kde Cash vystoupil v tělovém tanga, s přerostlou parukou a umělými nehty na nohou. Později si zacvičil přímo na přehlídkovém mole značky Amiri, na show Marine Serre se pak objevil jako dítě ve vozíku, který tlačila další osoba. Na podzim 2022 se objevil jak plete během přehlídky Loewe pro sezónu jaro/léto 2023, Dále např. nesl na zádech „lidský batoh“ na přehlídce Ricka Owense. Na přehlídce Balenciaga v Miláně vystoupil jako paparazzi.
Na přehlídce společnosti Diesel pro sezónu podzim/zima 2023/24 se objevil převlečený za uklízečku s mopem a kbelíkem. V rámci pařížského týdne módy 2023 se na akci značky Isamaya Lips převlékl za Annu Wintourovou, pro přehlídku Paco Rabanne si obličej pokryl piercingy a následující den se na přehlídce Ricka Owense objevil s protetickou vagínou a v těsném tílku s nápisem „Sue Me“. Na přehlídku Y/Project 7. března 2023 dorazil napůl spící, zabalený do přikrývky s několika polštáři na zádech.
V červnu 2023 při přehlídce Ricka Owense vystoupil jako současná variace francouzského mima Marcela Marceaua na podporu spolupráce „Crocs x MSCHF“. Na přehlídce Marine Serre pro sezónu jaro 2024 se objevil v kostýmu připomínajícím postavu Cousina Itta z Rodiny Addamsovy – celý od hlavy k patě zahalený do blonďatých vlasů. Při haute couture přehlídce značek Jean Paul Gaultier a Julien Dossena měl na sobě tělový svalový oblek. Na show značky Doublet dorazil oblečený jako jídelní stůl s mořskými plody, sklenicemi a svícemi.
Na přehlídce Diesel pro sezónu jaro/léto 2024 v Miláně se objevil v kostýmu bezdomovce, novinář Elliot Hoste z magazínu Dazed označil v reakci tento výstup za „hloupý a urážlivý“. Podle samotného Tommyho Cashe nešlo o snahu šokovat, ale upozornit na problematiku bezdomovectví. Na přehlídce Maison Margiela pro sezónu jaro 2024 nesl vysokou věž z krabic a nákupních tašek od luxusních značek. Během pařížského týdne módy 2024 se na přehlídce Vetements objevil v nafukovacím latexovém obleku.

O svých vystoupeních sám v rozhovoru pro Berliner Zeitung v prosinci 2022 prohlásil:
Pro mě a můj tým jsou tato představení něco jako anti-móda, víte? Nepřijímáme to, že jsme oblečeni jako profesionálové značky. Je to tak trochu Dalího přístup.

### Výtvarné umění
Tommy Cash působí také v oblasti výtvarného umění – věnuje se hudbě, videu, fotografickým instalacím, sochařství, malbě, ready-made objektům a merchandise.
V roce 2019 uspořádal spolu s Rickem Owensem výstavu pod názvem The Pure and the Damned v uměleckém muzeu Kumu v Tallinnu. Mezi vystavenými objekty byly například jeho vlastní sperma, autoportrét s těhotenským břichem nebo pantofle vyrobené z chleba.
V září 2020 byla jeho díla představena na mezinárodním veletrhu Cosmoscow v Moskvě. V roce 2022 prezentoval samostatnou výstavu na veletrhu Paris Internationale ve spolupráci s galerií Temnikova & Kasela. Instalace s názvem Nukerashka byla poctou sovětskému animovanému hrdinovi Čeburaškovi, jehož uši se proměnily v atomové hřiby. V květnu 2024 byl projekt Nukerashka představen na výstavě Rayon Jouets ve francouzském Meudonu.

### Design
Už na začátku kariéry dával Tommy Cash najevo svůj zájem o módu a touhu pracovat v oděvním průmyslu. V roce 2018 uvedl vlastní kolekci oblečení, která subverzně napodobuje americký styl s evropskými prvky a vtipy.

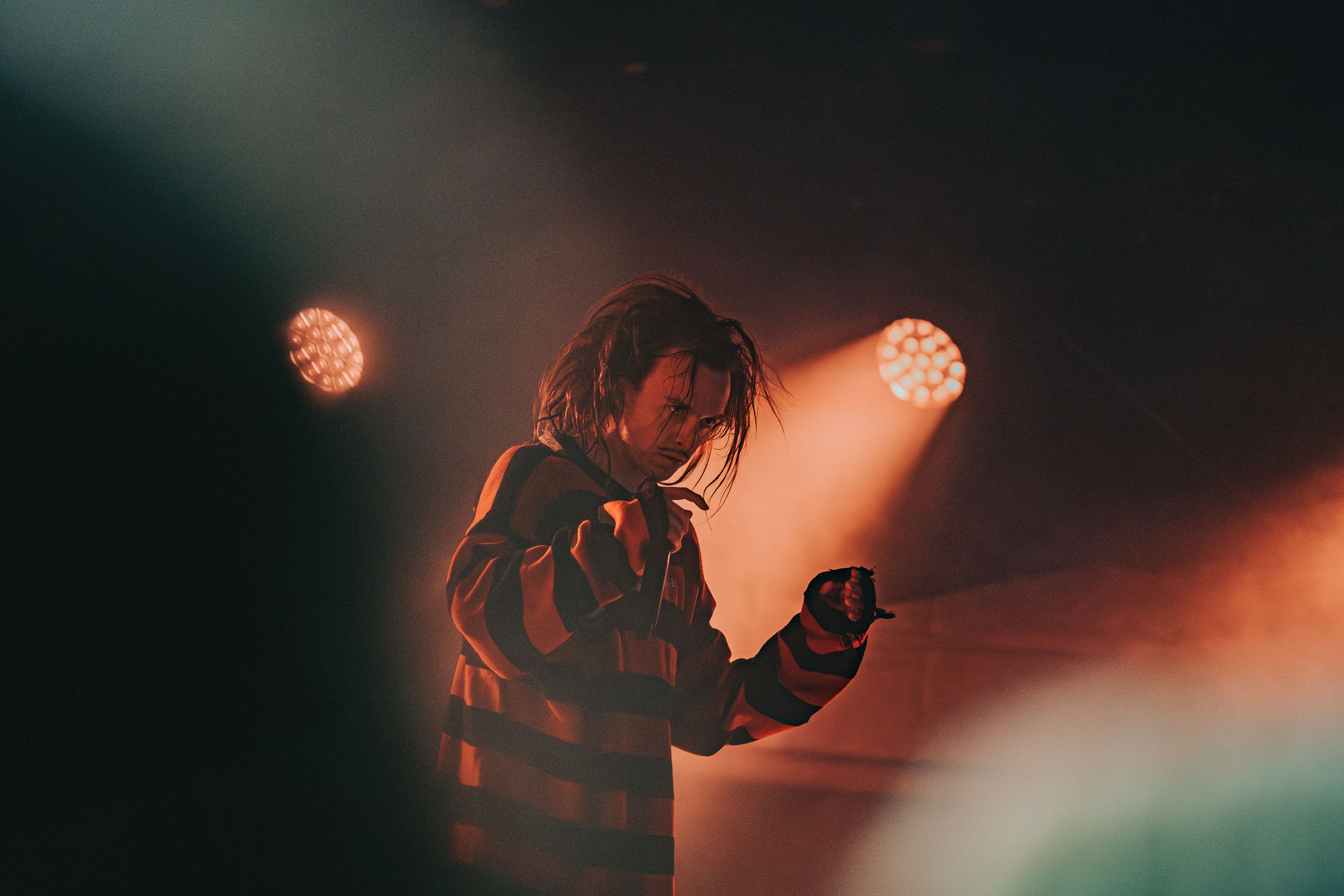
Cash s červeným svetrem, navrženým ve spolupráci s Maisonem Margielou

Na konci roku 2019 vznikla limitovaná edice mikin ve spolupráci s Rickem Owensem. V roce 2021 navrhl gauč ve tvaru chleba (Loafa) a koberec od Gab Bois, přičemž projekt prezentoval jako návrh spolupráce s IKEA. Švédská společnost však uvedla, že se nejednalo o oficiální projekt a nepovažuje Loafu za realizovatelný koncept.
Téhož roku navrhl ve spolupráci s firmou Adidas nejdelší tenisky na světě – metrové boty, jedna černá a jedna bílá. Ačkoliv šlo o unikátní pár vytvořený na přání umělce, o které se sám na Instagramu vyjádřil: „Když jsem společnosti Adidas napsal, že chci vyrobit nejdelší boty na světě jako naši kolaboraci, řekli mi: Wtf, Tommy. Ale o pět měsíců později je to tady,“ byla zároveň uvedena i limitovaná série běžně velkých, barevně nesourodých tenisek dostupných veřejnosti prostřednictvím losování.
V březnu 2021 představil capsule kolekci vytvořenou spolu s módním domem Maison Margiela. Kolekce zahrnovala pantofle z chleba, balení instantních nudlí s logem „Tommy Cash x Maison Margiela“, černou mikinu, pruhovaný svetr, tričko a doprovodnou skladbu „Mute (by Maison Margiela)“, jež měla podobu tří a půl minut ticha.
V listopadu 2022 oznámil spolupráci s italskou sportovní značkou Kappa. Kolekce zahrnovala 10 kusů oblečení – od pletenin, obleků a svrchního oblečení po obuv, včetně nadrozměrného obleku, dvouvrstvých topů, značkových mokasín a kožené masky.

### Účinkování v reklamách
V roce 2018 se objevil v reklamě estonské banky LHV. V roce 2020 byl tváří kampaně Adidas Superstar – Change is a Team Sport, v níž vystoupili také ruští influenceři, hudebníci a sportovci. V dubnu 2023 se stal součástí kampaně značky Marine Serre pro kolekci spodního prádla Borderline. Později se objevil v reklamách značky Diesel, ve videu americké značky Brigade propagující spacák Big Sock, a v kampani „Join The Flip Side with Tommy Cash“ pro mobilní telefon Samsung Galaxy A52s 5G, jejíž součástí byl také pop-up koncert v Tallinnu. V roce 2023 vystoupil v reklamní kampani PTV Group a Deutsche Bahn s názvem Mobility is a Human Ride.

## Diskografie

### Alba
- 2014: Euroz Dollaz Yeniz
- 2018: ¥€$

### EPs
- 2014: C.R.E.A.M.
- 2021: Moneysutra
- 2024: High Fashio

### Singly

#### Hlavní umělec
- 2013: „Guez Whoz Bak“
- 2014: „Alien Tears“
- 2016: „Winaloto“
- 2017: „Surf“
- 2017: „Rawr“
- 2018: „Pussy Money Weed“
- 2018: „Little Molly“
- 2018: „X-ray“
- 2019: „Sdubid“
- 2021: „Mute (by Maison Margiela)“
- 2021: „Zuccenberg“ (feat. Suicideboys a Diplo)
- 2021: „Benz-Dealer“ (feat. Quebonafide)
- 2023: „Ferrari“ (Riff Raff a Salvatore Ganacci)
- 2024: „Tango“ (feat. bbno$)
- 2024: „Untz Untz“
- 2024: „Espresso Macchiato“

#### Hostující umělec
- 2016: „Give Me Your Money“ (Little Big feat. Tommy Cash)
- 2016: „Apel“ (Kinder Malo a Pimp Flaco feat. Tommy Cash)
- 2017: „Cry“ (Ic3peak feat. Tommy Cash)
- 2017: „Piece by Piece“ (Audio Opera feat. Project Pat, Antwon, Tommy Cash a Rich Boy)
- 2019: „Who“ (Modeselektor feat. Tommy Cash)
- 2019: „Forever in My Debt“ (Borgore feat. Tommy Cash)
- 2021: „Nude“ (Boys Noize feat. Tommy Cash)
- 2021: „Turn It Up“ (Oliver Tree a Little Big feat. Tommy Cash)
- 2022: „Check1“ (Umru feat. Tommy Cash a 645AR)
- 2024: „It's Crazy, It's Party“ (Käärijä feat. Tommy Cash)
- 2024: „Ca$h Ready“ (Mata feat. Tommy Cash a Jeleel)
- 2024: „Ass & Titties“ (Salvatore Ganacci feat. Tommy Cash)

### Další spolupráce
- 2015: „Exodus“ (Yeezuz2020 feat. Tommy Cash)
- 2015: „Volkswagen Passat“ (DJ Oguretz feat. Tommy Cash)
- 2017: „Delicious“ (Charli XCX feat. Tommy Cash)
- 2018: „Follow Me“ (Little Big feat. Tommy Cash)
- 2019: „Impec“ (Lorenzo feat. Tommy Cash a Vladimir Cauchemar)
- 2019: „Click“ (Charli XCX feat. Kim Petras a Tommy Cash)
- 2020: „Heartbass“ (Salvatore Ganacci feat. Tommy Cash)
- 2020: „xXXi_wud_nvrstøp_ÜXXx (Remix)“ (100 gecs feat. Tommy Cash a Hannah Diamond)
- 2020: „Alright“ (A. G. Cook feat. Tommy Cash)
- 2022: „Whisk It Up“ (Yung Gravy a Dillon Francis feat. Tommy Cash)
- 2025: „United by Music“ (Joost Klein)